# Bonnie Fleming

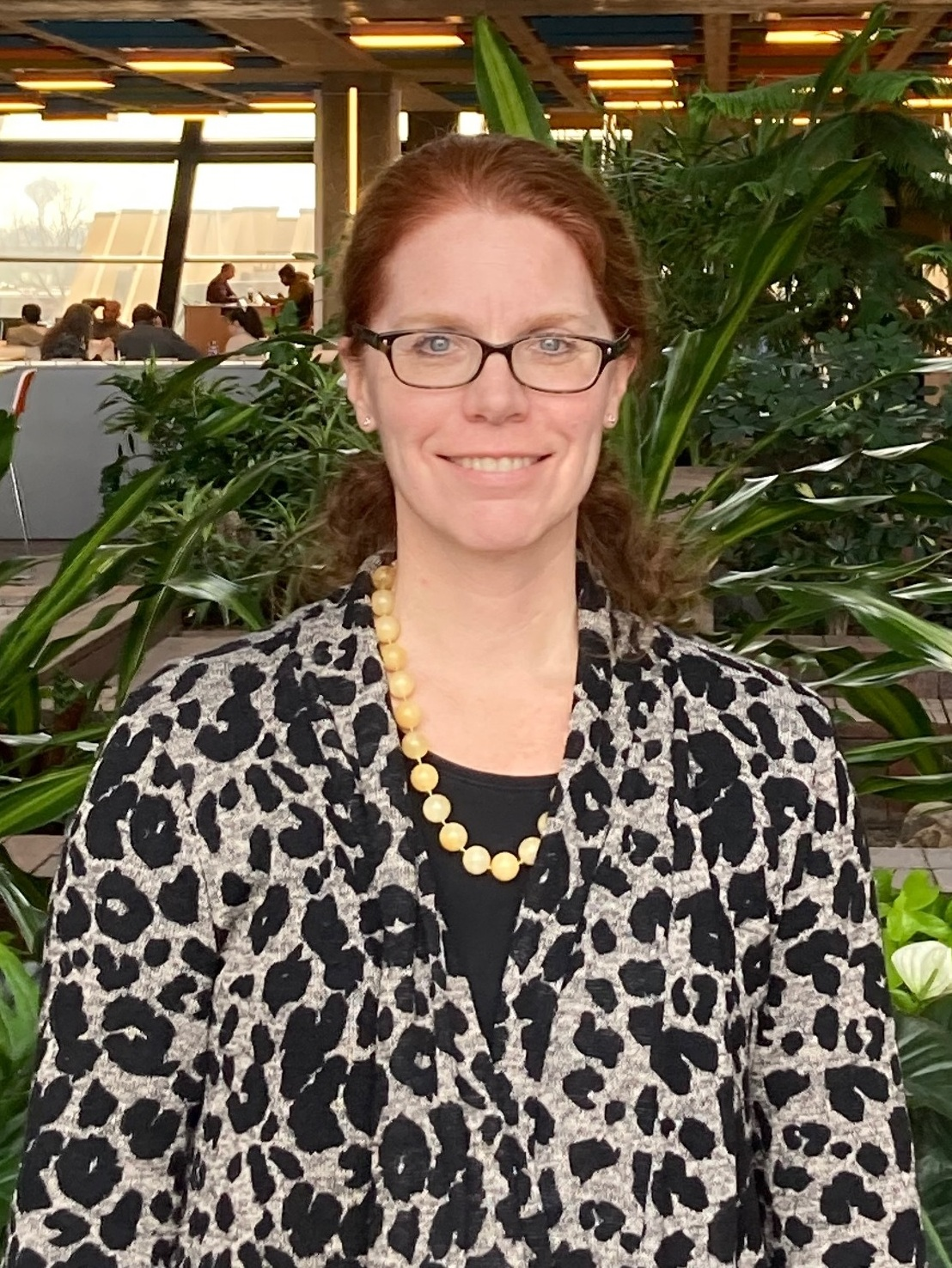
Bonnie Fleming (2023)

Bonnie Tamminga Fleming ist eine US-amerikanische Teilchenphysikerin an der University of Chicago und deren Enrico Fermi Institute.

## Leben und Wirken
Bonnie Fleming erwarb 1993 am Barnard College einen Bachelor, 1999 an der Columbia University einen Master und 2002 bei Janet Marie Conrad an der Columbia University und am Fermi National Accelerator Laboratory (Fermilab) mit der Arbeit Inner structure and outer limits: Precision QCD and electroweak tests from neutrino experiments einen Ph.D., jeweils in Physik. Am Fermilab blieb sie auch als Postdoktorandin. Von 2004 bis 2021 gehörte sie zum Lehrkörper der Yale University.
Bonnie Fleming ist stellvertretende Direktorin für Forschung und Technik und Forschungsleiterin (Chief Research Officer) am Fermilab. Außerdem hat sie eine Professur an der University of Chicago inne.
Fleming beschäftigt sich mit beschleunigerbasierter Neutrinophysik zur Erforschung von Neutrinooszillationen, Neutrinoeigenschaften und der Physik jenseits des Standardmodells. Sie ist Expertin für Präzisions-Neutrino-Detektionstechnologie mit flüssigen Edelgasen, insbesondere Flüssig-Argon-Spurendriftkammern.
Fleming hat laut Datenbank Scopus einen h-Index von 47 (Stand August 2025). Seit 2013 ist sie Fellow der American Physical Society. 2024 wurde sie jeweils zum Mitglied der National Academy of Sciences und der American Academy of Arts and Sciences gewählt.